# مزلوق
مزلوق (به عربی: مزلوق) یک شهرداری در الجزایر است که در استان سطیف واقع شده‌است.